# Kometa (časopis)
Kometa byl český komiksový časopis, který vycházel mezi lety 1989 a 1992. Bylo vydáno celkem 36 řádných čísel, mimoto byly vydány i tzv. Kometky s jedním příběhem a několik objemnějších magazínů Komety. Mladí čtenáři měli možnost poznat díla Jaroslava Foglara a Káji Saudka.  Časopis přinesl i řadu nových seriálů. Kromě děl zkušených autorů byly v 17. čísle otisknuty i komiksy vítězů čtenářské soutěže. Náklad byl na svou dobu předimenzovaný, čímž rostly výrobní náklady. Kvůli neplacení honorářů postupně odešli kvalitní autoři a časopis nakonec zanikl.